# Општина Теишани (Прахова)
Теишани (рум. Teişani) општина је у Румунији у округу Прахова.
Oпштина се налази на надморској висини од 511 m.